# 1675년
1675년은 화요일로 시작하는 평년이다.

## 연호
- 동녕(東寧) 영력(永曆) 29년
- 청(淸) 강희(康熙) 14년
- 일본(日本) 엔포(延宝) 3년
- 후 레 왕조(後黎朝) 득응우옌(德元) 2년
- 막 왕조(莫朝) 투언득(順德) 38년

## 기년
- 동녕(東寧) 연평문왕(延平文王) 13년
- 류큐(琉球) 쇼테이왕(尚貞王) 7년
- 청(淸) 성조 강희제(聖祖 康熙帝) 14년
- 조선(朝鮮) 숙종(肅宗) 원년
- 후 레 왕조(後黎朝) 가종(嘉宗) 4년

## 사건
- 8월 10일 - 영국, 그리니치 천문대 건립.
- 11월 2일  -  필립 왕의 전쟁(King Philip's War) 중 플리머스 식민지, 로드 아일랜드 식민지, 매사추세츠 만 식민지, 코네티컷 식민지가 연합하여 인디언 부족인 내러갠섯 족이 차지하고 있던 그레이트 스웜프 요새(Great Swamp Fort)를 공격하다.

## 탄생
- 3월 31일 - 제247대 로마의 교황 교황 베네딕토 14세. (~1758년)
- 10월 21일 - 제113대 일본의 천황 히가시야마 천황. (~1710년)

## 사망
- 7월 27일 - 프랑스 루이 14세시대때의 저명한 프랑스 군인 앙리 드 라 투르 도베르뉴. (1611년~)
- 12월 15일 - 네덜란드의 화가 요하네스 페르메이르. (1632년~)